# Cuy-Saint-Fiacre
Cuy-Saint-Fiacre é uma comuna francesa na região administrativa da Normandia, no departamento de Sena Marítimo. Estende-se por uma área de 9,55 km². Em 2010 a comuna tinha 680 habitantes (densidade: 71,2 hab./km²).